# 兵庫県道357号定塚四軒茶屋線
兵庫県道357号定塚四軒茶屋線（ひょうごけんどう357ごう さだつかよんけんぢゃやせん）は、兵庫県神戸市北区を通る一般県道である。

## 概要
神戸市北区長尾町宅原の兵庫県道17号西脇三田線交点から国道176号交点に至る。

### 路線データ
- 起点：神戸市北区長尾町宅原（長尾交差点、兵庫県道17号西脇三田線交点）
- 終点：神戸市北区長尾町宅原（宅原交差点、国道176号交点）

## 地理

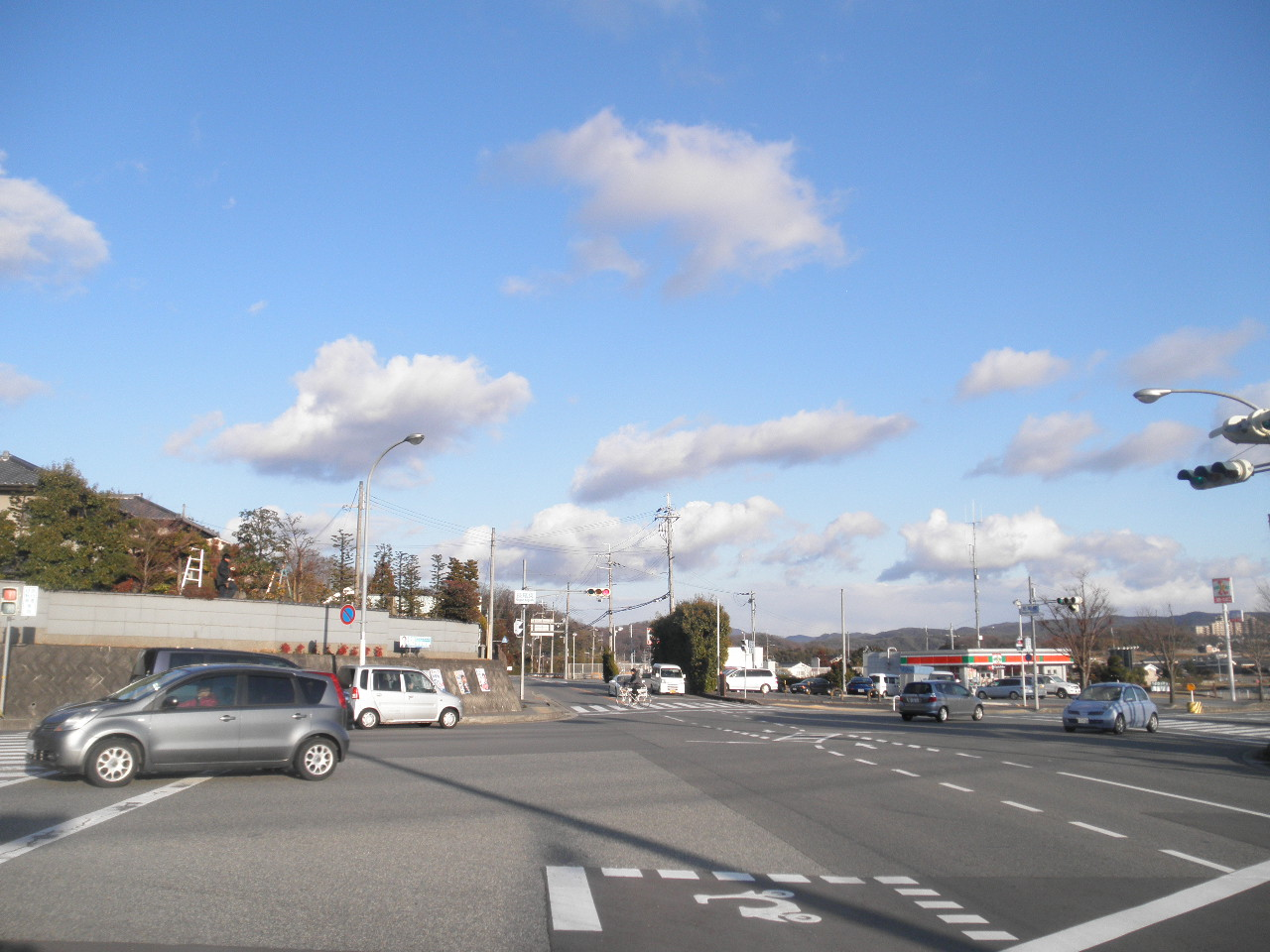
長尾東交差点
神戸市北区長尾町宅原

### 通過する自治体
- 神戸市（北区）

### 交差する道路
| 交差する道路                                                      | 交差する場所 | 交差する場所      |
| ----------------------------------------------------------------- | ------------ | ----------------- |
| 兵庫県道17号西脇三田線                                            | 長尾町宅原   | 長尾交差点 / 起点 |
| 国道176号 兵庫県道15号神戸三田線 重複 兵庫県道38号三木三田線 重複 | 長尾町宅原   | 宅原交差点 / 終点 |

### 交差する鉄道
- 神戸電鉄三田線

### 沿線
- 神戸市北神区役所 長尾出張所
- 三田学園中学校・高等学校
- 神戸電鉄公園都市線・神戸電鉄三田線 横山駅